# Metropolregion Tessin
Die Metropolregion Tessin (auch «Metropolraum Tessin» oder «Metropolitanraum Tessin», italienisch «Città Ticino») ist die bevölkerungs- und flächenmässig kleinste der fünf Metropolregionen in der Schweiz, welche das Schweizer Bundesamt für Statistik (BFS) im Jahr 2000 definierte. Inzwischen verzichtet das BFS allerdings auf diese Raumgliederung und verwendet die Begriffe Metropole und Metropolregion nicht mehr.
Die Metropolregion Tessin umfasst das Südtessin und einen Teil der Provinz Como (IT). Auf einer Fläche von 731 km² leben ca. 530'000 Menschen; dies entspricht einer Bevölkerungsdichte von etwa 750 Einw./km². Die Region Tessin ist Nachbaragglomeration von «Grande Milano», der Metropolregion Mailands, welche mit etwa fünf Millionen Einwohnern eine der grössten Agglomerationen Europas ist.

## Geographie
Zur Metropolregion Tessin zählte das Bundesamt für Statistik die Schweizer Agglomerationen Locarno, Lugano und Bellinzona sowie den schweizerisch-italienischen Grenzraum Como-Chiasso-Mendrisio. Die meisten Siedlungen befinden sich am Comer See, Luganersee und Lago Maggiore. Nebst dem bebauten Gebiet und den Gewässern gibt es zahlreiche fruchtbare Ackerböden, zum Beispiel in der Magadinoebene.

## Bevölkerung
Mit ca. 530'000 Einwohnern ist dieser Ballungsraum das wirtschaftliche Zentrum des Kantons Tessin und auch der nördlichen Lombardei.

## Grösste Städte
| Ort        | Einwohner |
| ---------- | --------- |
| Como (IT)  | 83.586    |
| Lugano     | 63'495    |
| Bellinzona | 44'743    |
| Locarno    | 16'394    |